# Gyabus fusiformis
Gyabus fusiformis är en insektsart som först beskrevs av Bei-bienko 1949.  Gyabus fusiformis ingår i släktet Gyabus och familjen Eumastacidae. Inga underarter finns listade i Catalogue of Life.